# أشعة سينية ميجافولتية
يتم إنتاج الأشعة السينية ذات الفولتية الضخمة بواسطة مسرعات خطية ("linacs") تعمل بجهد يزيد عن 1000 كيلو فولت (1 MV) ، وبالتالي يكون لها طاقة في نطاق MeV . يشير الجهد في هذه الحالة إلى الجهد المستخدم لتسريع الإلكترونات في المسرع الخطي ويشير إلى أقصى طاقة ممكنة للفوتونات التي يتم إنتاجها لاحقًا. يتم استخدامها في الطب في العلاج الإشعاعي الخارجي لعلاج الأورام والسرطان والأورام . تُستخدم الحزم ذات نطاق الجهد من 4-25 MV لعلاج السرطانات المدفونة بعمق لأن أطباء علاج الأورام بالإشعاع يجدون أنها تخترق جيدًا المواقع العميقة داخل الجسم. تُستخدم الأشعة السينية ذات الطاقة المنخفضة ، والتي تسمى الأشعة السينية للجهد العمودي ، لعلاج السرطانات القريبة من السطح.
تُفضل الأشعة السينية ذات الجهد الميجافولتى لعلاج أورام الكذب العميقة لأنها أقل توهينًا من فوتونات الطاقة المنخفضة ، وسوف تتغلغل أكثر بجرعة أقل من الجلد. الأشعة السينية ذات الفولتية الضخمة لها أيضًا فعالية بيولوجية أقل نسبيًا من الأشعة السينية ذات الجهد العمودي. تساعد هذه الخصائص في جعل الأشعة السينية ذات الجهد العالي أكثر طاقات الحزمة شيوعًا المستخدمة عادةً في العلاج الإشعاعي في التقنيات الحديثة مثل IMRT .

## تاريخ
انتشر استخدام الأشعة السينية ذات الجهد العالي للعلاج لأول مرة على نطاق واسع مع استخدام آلات الكوبالت 60 في الخمسينيات من القرن الماضي. ولكن قبل ذلك ، كانت الأجهزة الأخرى قادرة على إنتاج إشعاع عالي الجهد ، بما في ذلك مولد فان دي غراف وبيتاترون في الثلاثينيات.

## أنظر أيضا
- الأشعة السينية التقويمية
- العلاج الإشعاعي الخارجي